# Équipe cycliste Euskadi Basque Country-Murias
L'équipe cycliste Euskadi Basque Country-Murias est une équipe cycliste espagnole active entre 2015 et 2019.  Durant son existence, elle court avec une licence d'équipe continentale professionnelle. Elle participe aux épreuves de l'UCI Europe Tour, ainsi qu'à des courses du World Tour pour lesquelles elle bénéficie d'invitations.

## Histoire de l'équipe
La saison 2015 est la première de l'équipe continentale Murias Taldea
L'équipe change de nom en 2016 et devient Euskadi Basque Country-Murias. Elle disparaît à l'issue de la saison 2019.

## Principales victoires
- Tour de Norvège : 2018 (Eduard Prades)
- Tour de Turquie : 2018 (Eduard Prades)

## Résultats sur les grands tours
- Tour d'Espagne
  - 2 participations (2018 et 2019)
  - 2 victoires d'étape :
    - 1 en 2018 : Óscar Rodríguez
    - 1 en 2019 : Mikel Iturria

  - Meilleur classement individuel : Mikel Bizkarra, 17e en 2018

## Classements UCI
L'équipe participe depuis 2015 aux circuits continentaux et principalement à des épreuves de l'UCI Europe Tour. Les tableaux ci-dessous présentent les classements de l'équipe sur les différents circuits, ainsi que son meilleur coureur au classement individuel.
UCI Asia Tour
| Saison | Classement par équipes | Meilleur coureur au classement individuel |
| ------ | ---------------------- | ----------------------------------------- |
| 2018   | 82e                    | Jon Aberasturi (230e)                     |

UCI Europe Tour
| Saison | Classement par équipes | Meilleur coureur au classement individuel |
| ------ | ---------------------- | ----------------------------------------- |
| 2015   | 84e                    | Jon Ander Insausti (268e)                 |
| 2016   | 40e                    | Garikoitz Bravo (137e)                    |
| 2017   | 54e                    | Garikoitz Bravo (230e)                    |
| 2018   | 13e                    | Eduard Prades (15e)                       |

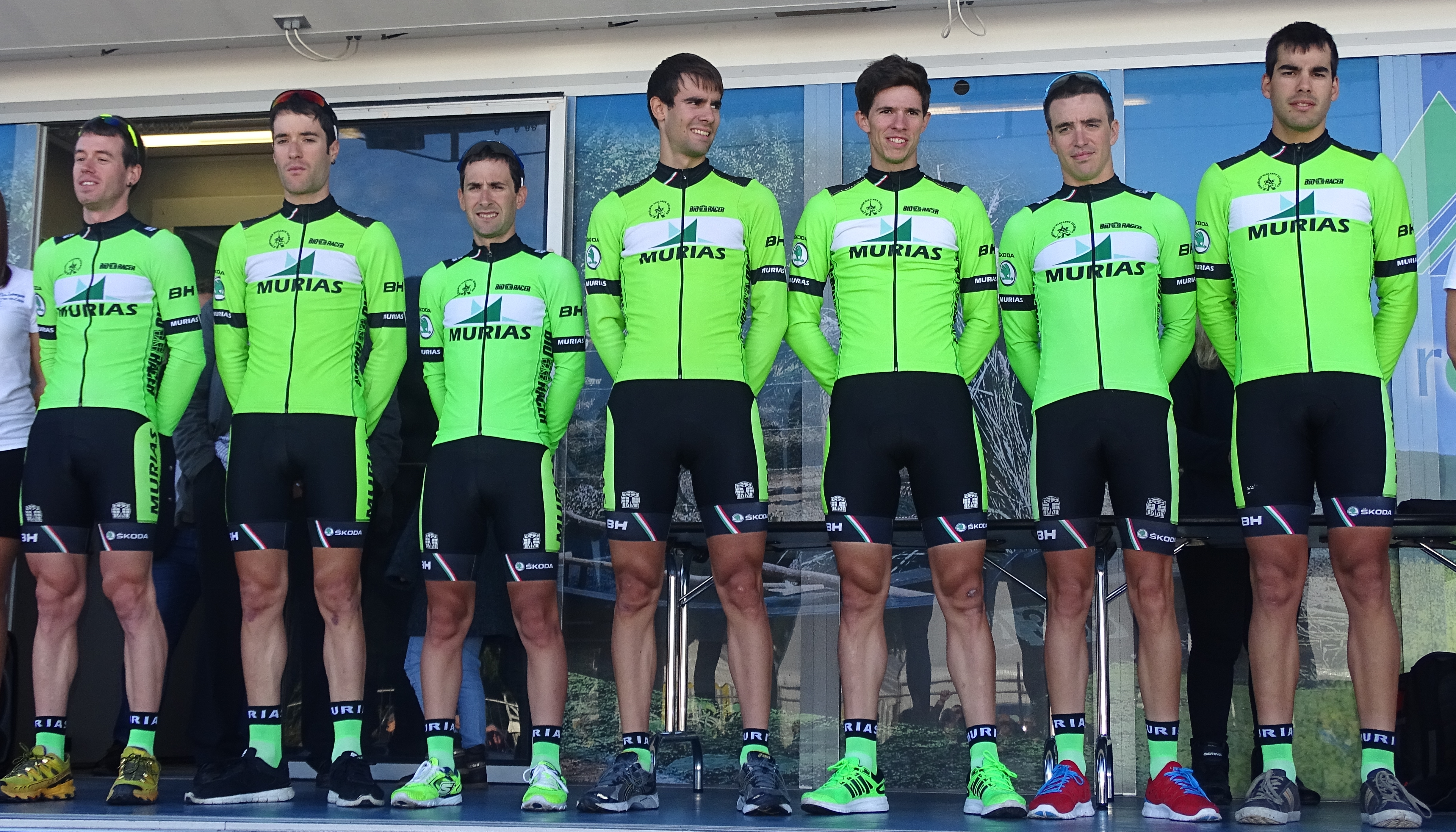
L'équipe lors du Grand Prix d'Isbergues 2015.

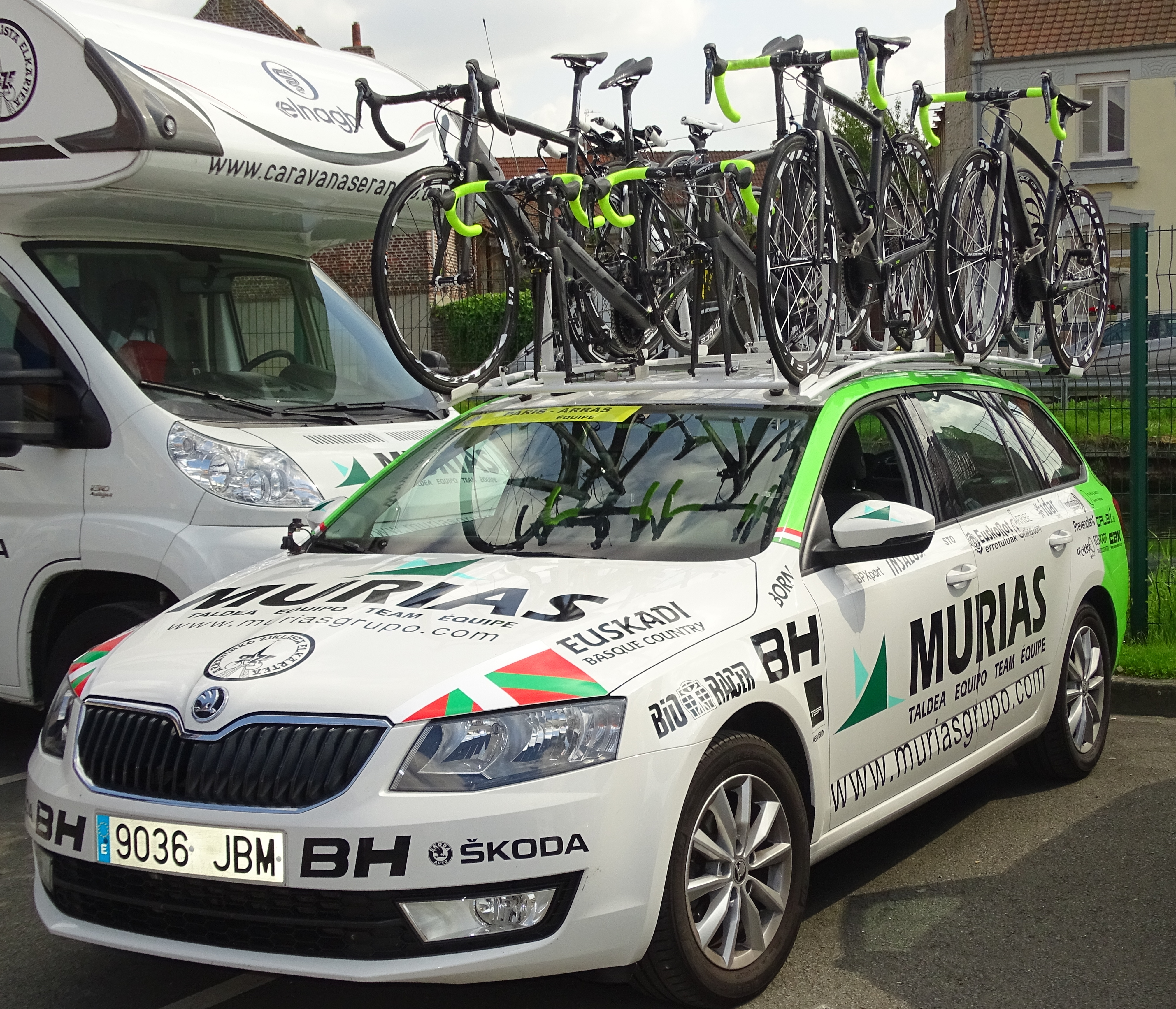
Voiture de l'équipe en 2015

En 2016, le Classement mondial UCI qui prend en compte toutes les épreuves UCI est mis en place parallèlement à l'UCI World Tour et aux circuits continentaux. Il concerne toutes les équipes UCI.
| Saison | Classement par équipes | Meilleur coureur au classement individuel |
| ------ | ---------------------- | ----------------------------------------- |
| 2016   | -                      | Garikoitz Bravo (306e)                    |
| 2017   | -                      | Garikoitz Bravo (443e)                    |
| 2018   | -                      | Eduard Prades (62e)                       |
| 2019   | 39e                    | Óscar Rodríguez (207e)                    |

## Euskadi Basque Country-Murias en 2019
| Coureur                  | Date de naissance | Pays    | Équipe en 2018                                     |
| Mikel Aristi             | 28/05/1993        | Espagne | Euskadi Basque Country-Murias                      |
| Aritz Bagües             | 19/08/1989        | Espagne | Euskadi Basque Country-Murias                      |
| Fernando Barceló         | 06/01/1996        | Espagne | Euskadi Basque Country-Murias                      |
| Ander Barrenetxea        | 29/03/1992        | Espagne | Euskadi Basque Country-Murias                      |
| Cyril Barthe             | 14/02/1996        | France  | Euskadi Basque Country-Murias                      |
| Urko Berrade             | 28/11/1997        | Espagne | Néo-professionnel (Lizarte)                        |
| Mikel Bizkarra           | 21/08/1989        | Espagne | Euskadi Basque Country-Murias                      |
| Garikoitz Bravo          | 31/07/1989        | Espagne | Euskadi Basque Country-Murias                      |
| Mario González           | 06/06/1992        | Espagne | Sporting-Tavira                                    |
| Beñat Intxausti          | 20/03/1986        | Espagne | Team Sky                                           |
| Julen Irizar             | 26/03/1995        | Espagne | Euskadi Basque Country-Murias                      |
| Mikel Iturria            | 16/03/1992        | Espagne | Euskadi Basque Country-Murias                      |
| Juan Antonio López-Cózar | 23/09/1996        | Espagne | Fundación Euskadi                                  |
| Óscar Rodríguez          | 06/05/1995        | Espagne | Euskadi Basque Country-Murias                      |
| Sergio Rodríguez         | 22/02/1992        | Espagne | Euskadi Basque Country-Murias                      |
| Héctor Sáez              | 06/11/1993        | Espagne | Euskadi Basque Country-Murias                      |
| Sergio Samitier          | 31/08/1995        | Espagne | Euskadi Basque Country-Murias                      |
| Enrique Sanz             | 11/09/1989        | Espagne | Euskadi Basque Country-Murias                      |
| Gotzon Udondo            | 01/12/1993        | Espagne | Euskadi Basque Country-Murias                      |
| José Daniel Viejo        | 08/12/1997        | Espagne | Néo-professionnel (Caja Rural-Seguros RGA amateur) |

## Saisons précédentes
- Murias Taldea en 2015
- Euskadi Basque Country-Murias en 2016
- Euskadi Basque Country-Murias en 2017
- Euskadi Basque Country-Murias en 2018